# Pothos macrocephalus
Pothos macrocephalus là một loài thực vật có hoa trong họ Ráy (Araceae). Loài này được Scort. ex Hook.f. miêu tả khoa học đầu tiên năm 1893.